# 掌布藏字石景区
25°49′55″N 107°19′23″E / 25.831858°N 107.323023°E
掌布藏字石景區，又名藏字石景區，掌布救星石景區，是中华人民共和国贵州省平塘县掌布乡桃坡村的一個風景區，最主要的景點為“藏字石”。除了該石之外，區內尚有「石蛋群」、長壽泉、石觀音等景點。

## 歷史
2000年，桃坡村支書布依族人王國富發現了巨石上的字跡，此事並未傳開。2002年6月，全國攝影博覽會在貴州省黔南布依族苗族自治州的州政府所在地都勻市舉辦，平塘縣掌布峽谷因景色奇秀而被選為博覽會的主要拍攝地點，《貴州日報》的一位記者到該地區拍攝風景，才將此事傳揚出去。巨石內側天然凸顯一排字跡，可清晰地辨識「中國共產黨/中国共产党亡/中共产党万」 6/5個簡化字與正體字混合的大字，字體由左向右橫列。不過對於第6個字仍存爭議，亦有人認為簡化的「萬」字或是「亡」字，或僅是普通圖案。在经过贵州，北京等三组地质專家的先后考察后，證明巨石有2.7億歲的歷史，没有任何人工雕琢的痕迹，属于“浑然天成”。此後官方各大標準報導裡只說出「中國共產黨」5個大字，而对第六个字一語帶過 。
中国科学院广州地球化学研究所教授匡耀撰文《对救星石之谜的看法》，认为这是过去的宣传标语“中国共产党万岁”经酸雨长期腐蚀残余的结果，因为巨石是以碳酸钙为主要成分的石灰岩，易溶于酸。